# Sciasminettia europaea
Sciasminettia europaea är en tvåvingeart som beskrevs av Miguel Carles-Tolrá 2006.
Sciasminettia europaea ingår i släktet Sciasminettia och familjen lövflugor. Artens utbredningsområde är Spanien. Inga underarter finns listade i Catalogue of Life.